# Nak & Æd
 Denne artikel bør gennemlæses af en person med fagkendskab for at sikre den faglige korrekthed.

Nak & Æd er et originalt tv-program om jagt- og mad, som er blevet sendt i 15 sæsoner på hhv. DR2 (2010-2018) og DR1 (2019-). Naturmanden og jægeren, Jørgen Skouboe, og kokken Nikolaj Kirk tager på jagt i Danmark og i udlandet - og tilbereder efterfølgende maden i den vilde natur.
Jørgen står for jagten, hvorefter Nikolaj (med større eller mindre hjælp fra Jørgen) tilbereder det nedlagte dyr - ofte med urter og grønt, som de to værter har fundet "på rov" i den omkringliggende natur. Desuden medvirker en eller flere lokaltkendte jægere, med ekspertise i at nedlægge det pågældende dyr. Siden sæson 3 er hjælperen efterfølgende budt til middag med de to værter.
Et gennemgående komisk indslag i alle episoder, er hvor Jørgen præsenterer det "taberdyr" de skal spise, hvis jagten ikke går som planlagt. Ofte er der tale om gastronomisk oversete eller mindre interessante dyr som f.eks. muldvarp, måge eller mink. 
Programmet er blevet meget populært, fx er episoderne i sæson 10 blevet set af 577.000 seere i gennemsnit. Alle afsnit (sæson 1-15) kan streames uden betaling på DRTV.
Nak & Æd er blevet skabt som et originalt tv-format hos DR i Aarhus og havde premiere på DR2 i efteråret 2010. Programmet flyttede sidenhen til hovedkanalen DR1 i 2019.

## Sæsoner

### Sæson 1 (2010)
- Episode 1: Nak & Æd - en and (Kanaløen i Randers Fjord)
- Episode 2: Nak & Æd - et vildsvin (Djursland)
- Episode 3: Nak & Æd - en råge (Råsted)
- Episode 4: Nak & Æd - en krebs (Nordfyn)
- Episode 5: Nak & Æd - en kanin (Fanø)
- Episode 6: Nak & Æd - en gås (Nationalpark Thy)
- Episode 7: Nak & Æd - en muflon (Vejrø)
- Episode 8: Nak & Æd - et krondyr (Vester Thorup)

### Sæson 2 (2011)
- Episode 1: Nak & Æd - et dådyr (Romsø)
- Episode 2: Nak & Æd - en and - 2. forsøg (Horsens)
- Episode 3: Nak & Æd - en sika (Norddjursland)
- Episode 4: Nak & Æd - en råbuk (Østjylland)
- Episode 5: Nak & Æd - en multe (Knebel Vig)
- Episode 6: Nak & Æd - en and - 3. forsøg (Årø)
- Episode 7: Nak & Æd - en hare (Lolland)
- Episode 8: Nak & Æd - en fasan (Randers)

### Sæson 3 (2012)
- Episode 1: Nak & Æd - en sneppe (Schackenborg)
- Episode 2: Nak & Æd - en due (Raadegaard)
- Episode 3: Nak & Æd - en moskusokse (Grønland)
- Episode 4: Nak & Æd - en bæver (Norge)
- Episode 5: Nak & Æd - en helleflynder (Norge)
- Episode 6: Nak & Æd - en rype (Norge)
- Episode 7: Nak & Æd - en skovfugl (Sverige)
- Episode 8: Nak & Æd - en hvidhalet hjort (Finland)

### Sæson 4 (2013)
- Episode 1: Nak & Æd - en krikand (Nordjylland)
- Episode 2: Nak & Æd - en kortnæbbet gås (Værnengene)
- Episode 3: Nak & Æd - en muntjac (England)
- Episode 4: Nak & Æd - en skarv (Skjern Å)
- Episode 5: Nak & Æd - en gedde (hemmeligt sted)
- Episode 6: Nak & Æd - en lunde (Færøerne)
- Episode 7: Nak & Æd - et rensdyr (Island)
- Episode 8: Nak & Æd - en blishøne (Langeland)
- Episode 9: Nak & Æd - en elg (Sverige)
- Episode 10: Nak & Æd - en højlandshjort (Skotland)

### Sæson 5 (2014) - sendt forår 2015
- Episode 1: Nak & Æd - en edderfugl (Vadehavet)
- Episode 2: Nak & Æd - en sika 2. forsøg (Frijsenborg)
- Episode 3: Nak & Æd - en springbuk (Namibia)
- Episode 4: Nak & Æd - en tigerfisk (Namibia)
- Episode 5: Nak & Æd - en pigrokke (Florida)
- Episode 6: Nak & Æd - en alligator (Florida)
- Episode 7: Nak & Æd - et vortesvin (Mozambique)
- Episode 8: Nak & Æd - en grå dykkerantilope (Mozambique)
- Episode 9: Nak & Æd - en kalkun (Nebraska, USA)
- Episode 10: Nak & Æd - en pronghorn (Wyoming, USA)

### Sæson 6 (2015) - sendt efterår 2015 / forår 2016
- DR2 Temalørdag: Snak & Æd LIVE 2015 (sendt 26. september 2015)
- Episode 1: Nak & Æd - en agerhøne i Frankrig
- Episode 2: Nak & Æd - en vildged på Mallorca
- Episode 3: Nak & Æd - et vildsvin i Polen
- Episode 4: Nak & Æd - en krage i Danmark
- Episode 5: Nak & Æd - en bæver i Sverige - 2. forsøg
- Episode 6: Nak & Æd - en sort råbuk i Tyskland
- Episode 7: Nak & Æd - et rensdyr på Svalbard
- Episode 8: Nak & Æd - en sæl på Svalbard
- Episode 9: Nak & Æd - en vagtel i Rumænien
- Episode 10: Nak & Æd - en bekkasin ved Rold Skov

### Sæson 7 (2016)
- DR2 Temalørdag: Ulven Kommer (sendt 9. april 2016)
- DR2 Temalørdag: Snak & Æd LIVE 2016 - med Balstyrko (sendt 15. oktober 2016)
- Episode 1: Nak & Æd - en sneppe på Bornholm
- Episode 2: Nak & Æd - et krondyr på Sjælland
- Episode 3: Nak & Æd - en svane i Tyskland
- Episode 4: Nak & Æd - en vandbøffel i Australien
- Episode 5: Nak & Æd - en kænguru i Australien
- Episode 6: Nak & Æd - en sortbjørn i Canada
- Episode 7: Nak & Æd - en bæver i Canada - 3. forsøg
- Episode 8: Nak & Æd - en pighvar ved Vesterhavet
- Episode 9: Nak & Æd - en trane i Alaska
- Episode 10: Nak & Æd - en sneskohare i Alaska

### Sæson 8 (2017)
- Episode 1: Nak & Æd - en sneppe på Rømø
- Episode 2: Nak & Æd - et rådyr i Store Vildmose
- Episode 3: Nak & Æd - en kob i Cameroun
- Episode 4: Nak & Æd - en oribi i Cameroun
- Episode 5: Nak & Æd - en hornfisk på Orø
- Episode 6: Nak & Æd - en impala i Zambia
- Episode 7: Nak & Æd - en bushbuck i Zambia
- Episode 8: Nak & Æd - en tjur i Sverige
- Episode 9: Nak & Æd - en laks i Storå
- Episode 10: Nak & Æd - en kortnæbbet gås i Thy - 2. forsøg

### Sæson 9 (2018)
- Episode 1: Nak & Æd - en skarv på Læsø - 2. forsøg
- Episode 2: Nak & Æd - et halsbåndssvin i Texas
- Episode 3: Nak & Æd - en hvidhalet hjort i Texas - 2. forsøg
- Episode 4: Nak & Æd - en signalkrebs i Alling Å
- Episode 5: Nak & Æd - en sej ved Det Gule Rev
- Episode 6: Nak & Æd - en flodhest i Zambia
- Episode 7: Nak & Æd - en puku i Zambia
- Episode 8: Nak & Æd - en aborre i Skanderborg Sø
- Episode 9: Nak & Æd - et rensdyr i Grønland
- Episode 10: Nak & Æd - en uvak i Grønland

### Sæson 10 (2019)
- Episode 1: Nak & Æd - en agerhøne i Vendsyssel
- Episode 2: Nak & Æd - en påfugl på Sejerø
- Episode 3: Nak & Æd - en sika i Irland - 3. forsøg
- Episode 4: Nak & Æd - en languster i Mexico
- Episode 5: Nak & Æd - en barracuda i Mexico
- Episode 6: Nak & Æd - en laks på Møn - 2. forsøg
- Episode 7: Nak & Æd - en bavian i Zambia
- Episode 8: Nak & Æd - en krokodille i Zambia

### Sæson 11 (2020)
- Episode 1: Nak & Æd - en kanin på Endelave
- Episode 2: Nak & Æd - en tjur i Sverige - 2. forsøg
- Episode 3: Nak & Æd - en sika i Irland - 4. forsøg
- Episode 4: Nak & Æd - en gulfinnet tun i Mauritius
- Episode 5: Nak & Æd - en rusahjort i Mauritius
- Episode 6: Nak & Æd - en råge i Esbjerg
- Episode 7: Nak & Æd - en råbuk på Djursland
- Episode 8: Nak & Æd - en flodhest i Zambia - Redux (Directors Cut)

### Sæson 12 (2021-2022)
- Episode 1: Nak & Æd - Tilbage til start - en and ved Kanaløen i Randers Fjord - 4. forsøg
- Episode 2: Nak & Æd - en sika i Gribskov - med H.K.H. Kronprins Frederik
- Episode 3: Nak & Æd - en elg i Sverige - 2. forsøg
- Episode 4: Nak & Æd - et vildsvin i Sverige - 3. forsøg

2022
Episode 5-8 udkom i første omgang eksklusivt på streamingtjenesten DRTV.
- Episode 5: Nak & Æd - en gås på Amager
- Episode 6: Nak & Æd - en havørred i Limfjorden
- Episode 7: Nak & Æd - en stenbuk i Spanien
- Episode 8: Nak & Æd - et mankefår i Spanien

### Sæson 13 (2022)
- Episode 1: Nak & Æd - en gemse i Frankrig
- Episode 2: Nak & Æd - en havbars i Thy
- Episode 3: Nak & Æd - en perlehøne i Kap Verde
- Episode 4: Nak & Æd - en papegøjefisk i Kap Verde
- Episode 5: Nak & Æd - en fasan på Mols - 2. forsøg
- Episode 6: Nak & Æd - en bæver i Norge (igen) - 4. forsøg

### Sæson 14 (2023)
- Episode 1: Nak & Æd - en fjæsing i Sæby
- Episode 2: Nak & Æd - et dådyr på Omø.
- Episode 3: Nak & Æd - en nilgås i Zimbabwe.
- Episode 4: Nak & Æd - en gnu i Zimbabwe
- Episode 5: Nak & Æd - en hellefisk i Grønland
- Episode 6: Nak & Æd - en sæl i Grønland
- Episode 7: Nak & Æd - en mårhund i Sønderjylland
- Episode 8: Nak & Æd - en laks ved Skjern Å

### Sæson 15 (2024)
- Episode 1: Nak & Æd - en gryntefisk på Tenerife
- Episode 2: Nak & Æd - en blæksprutte på Tenerife
- Episode 3: Nak & Æd - en agerhøne på Stevns
- Episode 4: Nak & Æd - en vildged i Kroatien
- Episode 5: Nak & Æd - et vildsvin i Kroatien
- Episode 6: Nak & Æd - en havbars i Thy - 2. forsøg
- Episode 7: Nak & Æd - en fladfisk i Vadehavet

### Sæson 16 (2025) - Sendes til efteråret
- Episode 1: Nak & Æd - ?
- Episode 2: Nak & Æd - ?
- Episode 3: Nak & Æd - ?
- Episode 4: Nak & Æd - en ? på Sprogø

## Priser
- Vinder af "Årets bedste DR-program 2011" - kåret af dr.dk's brugere[1]
- Vinder af "TV Prisen 2012 - Bedste Livsstilsprogram"[2]
- Vinder af "Danmarks Jægerforbunds Hæderspris 2013". Jørgen Skouboe og Nikolaj Kirk modtog den 15. juni 2013 diplomer fra Danmarks Jægerforbund for deres arbejde med jagt og natur gennem Nak & Æd
- Nomineret til "TV Prisen 2018 - Bedste Livsstilsprogram"
- Nomineret til "TV Prisen 2020 - Bedste Livsstilsprogram"
- Nomineret til "Zulu Awards 2020 - Årets par: Nikolaj Kirk & Jørgen Skouboe"